# Choeroparnops fulvus
Choeroparnops fulvus là một loài cánh thẳng thuộc họ Muỗm (Tettigoniidae). Tên khoa học của loài này được Dohrn công bố hợp lệ vào năm 1888.